# リース平均
数学におけるリース平均（リースへいきん、英: Riesz mean）とは、ある級数に関する項の平均のことを言う。1911年、リース・マルツェルによってチェザロ平均を改善するものとして導入された。ボホナー＝リース平均や強リース平均（strong-Riesz mean）とは異なる。

## 定義
級数 {\displaystyle \{s_{n}\}} に対するリース平均は、次で定義される。
{\displaystyle s^{\delta }(\lambda )=\sum _{n\leq \lambda }\left(1-{\frac {n}{\lambda }}\right)^{\delta }s_{n}}
しばしば次の一般化リース平均も用いられる。
{\displaystyle R_{n}={\frac {1}{\lambda _{n}}}\sum _{k=0}^{n}(\lambda _{k}-\lambda _{k-1})^{\delta }s_{k}.}
ここで {\displaystyle \lambda _{n}} は、{\displaystyle n\to \infty } に対して {\displaystyle \lambda _{n}\to \infty } と {\displaystyle \lambda _{n+1}/\lambda _{n}\to 1} を満たす数列である。それ以外の性質に関しては {\displaystyle \lambda _{n}} は任意に選ばれる。
リース平均はしばしば、数列の総和可能性を調べるために用いられる。総和可能性に関する典型的な定理では、ある列 {\displaystyle \{a_{n}\}} に対して {\displaystyle s_{n}=\sum _{k=0}^{n}a_{n}} となる場合が扱われる。通常、列が総和可能であるための十分条件は、極限 {\displaystyle \lim _{n\to \infty }R_{n}} あるいは {\displaystyle \lim _{\delta \to 1,\lambda \to \infty }s^{\delta }(\lambda )} が存在することである。ただし厳密には追加条件が課されることもしばしばある。

## 特別な場合
すべての {\displaystyle n} に対して {\displaystyle a_{n}=1} の場合を考える。このとき
{\displaystyle \sum _{n\leq \lambda }\left(1-{\frac {n}{\lambda }}\right)^{\delta }={\frac {1}{2\pi i}}\int _{c-i\infty }^{c+i\infty }{\frac {\Gamma (1+\delta )\Gamma (s)}{\Gamma (1+\delta +s)}}\zeta (s)\lambda ^{s}\,ds={\frac {\lambda }{1+\delta }}+\sum _{n}b_{n}\lambda ^{-n}}
となる。ここで {\displaystyle c>1} であり、{\displaystyle \Gamma (s)} はガンマ函数、{\displaystyle \zeta (s)} はリーマンゼータ函数である。冪級数
{\displaystyle \sum _{n}b_{n}\lambda ^{-n}}
は、{\displaystyle \lambda >1} に対して収束することが示される。この形式の積分はメリン逆変換であることに注意されたい。
その他、数論と関連する興味深いケースは、フォン・マンゴールト函数 {\displaystyle \Lambda (n)} に対して {\displaystyle a_{n}=\Lambda (n)} とすることで得られる。このとき
{\displaystyle \sum _{n\leq \lambda }\left(1-{\frac {n}{\lambda }}\right)^{\delta }\Lambda (n)=-{\frac {1}{2\pi i}}\int _{c-i\infty }^{c+i\infty }{\frac {\Gamma (1+\delta )\Gamma (s)}{\Gamma (1+\delta +s)}}{\frac {\zeta ^{\prime }(s)}{\zeta (s)}}\lambda ^{s}\,ds={\frac {\lambda }{1+\delta }}+\sum _{\rho }{\frac {\Gamma (1+\delta )\Gamma (\rho )}{\Gamma (1+\delta +\rho )}}+\sum _{n}c_{n}\lambda ^{-n}}
となる。ここで再び c > 1 であり、ρ についての和はリーマンゼータ函数の零点についての和を意味し、
{\displaystyle \sum _{n}c_{n}\lambda ^{-n}\,}
は λ > 1 に対して収束する。
ここで現れる積分はネアルン＝ライス積分に似たものである。非常に大雑把に言うと、それらはペロンの公式によって関連付けられる。